# 국제지질과학연합
국제지질과학연합(International Union of Geological Sciences, IUGS)은 지질학 분야에서 국제 협력을 위한 국제 비정부 기구이다. 2023년 기준으로 전 세계 100만 명 이상의 지구과학자들을 대표한다.

## 정보
1961년에 설립된 IUGS는 1875년부터 4년마다 개최되어 온 국제지질학회(International Geological Congresses) 간의 협력을 유지하기 위해 설립되었다. 이 단체는 과학의 국제적인 조직을 위한 조정 기관으로 인정하는 이전의 국제과학연맹위원회 (ICSU)였던 국제과학위원회 (ISC)의 과학 연합 회원이다. 현재 121개국 (및 지역)의 지질학자들이 IUGS에 대표되어 있다. 이 단체의 위원회, 태스크 그룹, 공동 프로그램 및 제휴 기관을 통해 광범위한 과학 주제를 다룬다. IUGS는 지질학 문제, 특히 전 세계적으로 중요한 문제에 대한 연구를 촉진하고 장려하며, 지구 과학 분야에서 국제적 및 학제 간 협력을 지원하고 촉진한다. 연합의 사무국은 현재 중국 베이징의 중국지질과학원에 위치해 있다.

## 활동
IUGS는 유네스코의 국제지구과학프로그램 (IGCP)의 공동 파트너이며, 세계지질공원 네트워크 (GGN)에도 참여한다. 런던지질학회는 IUGS 간행물의 제작 및 배포를 감독한다. 인도지질학회는 연합의 계간지인 에피소드를 제작 및 배포하며, 편집 지원도 제공한다. 관심 있는 사람들은 최신 에피소드를 무료로 다운로드할 수 있다. 다른 활동으로는 미래 세대 자원 (RFG), 젊은 기자들, 심원 디지털 지구 (DDE)가 있다.

### 위원회
IUGS는 다음 주제를 다루는 9개의 국제 위원회를 운영한다.
- 지구과학 정보 관리 및 응용 위원회 (CGI)
- 지구과학 교육, 훈련 및 기술 이전 위원회 (COGE)
- 환경 관리 지구과학 위원회 (GEM)
- 국제 층서 위원회 (ICS)
- 국제 지질학사 위원회 (INHIGEO)
- 지체구조 및 구조 지질학 위원회 (TECTASK)
- 지구화학적 기준선 위원회 (CGGB)
- 지구윤리 위원회 (CG)
- 국제 지질유산 위원회 (ICG)[6]

### 국제 지질학회

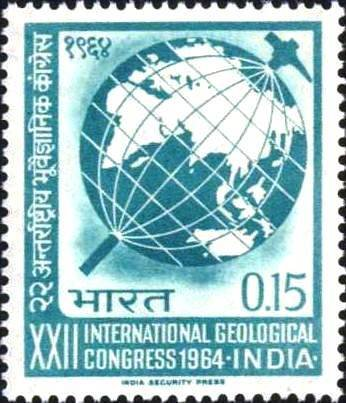
1964년 제22차 국제지질학회 전야에 발행된 인도 우표

국제지질과학연합은 4년마다 개최되는 국제지질학회 (IGC)의 주요 과학 후원자이다. 첫 학회는 1878년 프랑스에서 개최되었으며, 당시 소수의 지구과학자들이 새로운 발견을 공유하고 지구과학자들이 정기적으로 만날 수 있는 틀과 플랫폼을 만들었다. 이 행사는 각 학회마다 규모가 커지고 있다.
브리즈번은 2012년 8월에 제34차 학회를 개최했고, 케이프타운은 2016년에 제35차 학회를 개최했다. 델리는 방글라데시, 인도, 네팔, 파키스탄, 스리랑카의 공동 노력으로 2020년 3월에 제36차 학회를 개최할 예정이었다. 그러나 코로나19로 인해 학회는 두 번 연기되었고 2021년에 온라인으로 진행되었다. 제37차 학회는 2024년 8월 부산광역시에서 개최되었다. 캐나다는 2028년에 캘거리에서 제38차 IGC를 개최할 입찰을 따냈다.

### IUGS 지질 유산지 목록
설립 60주년을 기념하기 위해 2022년에 IUGS는 지구과학 발전에 중요한 전 세계 100개 지역 목록을 발표했다.
2024년, IUGS는 또 다른 100개의 지질 유산지 목록을 발표했다.

## 수상
IUGS 과학 우수성 상:
- IUGS – 에밀 아르강 상
- IUGS – 제임스 M. 해리슨 상
- IUGS – 지구과학 정보 상
- IUGS – 구조 지질학 상
- IUGS 지질학사 위원회 (INHIGEO)의 블라디미르 V. 티호미로프 지질학사 메달.
- IUGS 층서 위원회 (ICS)의 디그비 맥라렌 메달.[14]

## 같이 보기
- 국제측지지구물리연맹
- 국제 제4기 연구 연합
- 국제 토양 과학 연합
- QAPF 도표